# Inierie
L'Inierie és un estratovolcà que es troba al centre de l'illa de Flores, Indonèsia, al nord de la ciutat de Bajawa. El cim s'alça fins als 2.245 msnm, cosa que el converteix en el volcà més alt de l'illa. El volcà no es troba actiu, tot i que hi ha informes de la sortida de fum del cràter al juny de 1911.